# Campeonato Mundial de Ciclismo en Pista de 1926
El XXIX Campeonato Mundial de Ciclismo en Pista se celebró en dos sedes: Milán (pruebas de velocidad) y Turín (medio fondo) (Italia) entre el 24 de julio y el 1 de agosto de 1926 bajo la organización de la Unión Ciclista Internacional (UCI) y la Federación Italiana de Ciclismo.
Las competiciones se realizaron en el Velódromo Sempione de Milán y el Motovelódromo Fausto Coppi de Turín. En total se disputaron 3 pruebas, 2 para ciclistas profesionales y 1 para ciclistas amateur.

## Medallistas

### Profesional
| Evento               | Oro                          | Plata                 | Bronce                 |
| -------------------- | ---------------------------- | --------------------- | ---------------------- |
| Velocidad individual | Piet Moeskops · Países Bajos | Cesare Moretti Italia | Lucien Michard Francia |
| Medio fondo          | Victor Linart · Bélgica      | Gustave Ganay Francia | Paul Suter · Suiza     |

### Amateur
| Evento               | Oro                      | Plata                 | Bronce                           |
| -------------------- | ------------------------ | --------------------- | -------------------------------- |
| Velocidad individual | Avanti Martinetti Italia | Léon Galvaing Francia | Antonius Mazairac · Países Bajos |

## Medallero
| Núm. | País         | Oro | Plata | Bronce | Total |
| ---- | ------------ | --- | ----- | ------ | ----- |
| 1    | Italia       | 1   | 1     | 0      | 2     |
| 2    | Países Bajos | 1   | 0     | 1      | 2     |
| 3    | Bélgica      | 1   | 0     | 0      | 1     |
| 4    | Francia      | 0   | 2     | 1      | 3     |
| 5    | Suiza        | 0   | 0     | 1      | 1     |
|      | TOTAL        | 3   | 3     | 3      | 9     |